# Nassaubrug (Haarlem)
De Nassaubrug is een vaste brug in de Nederlandse stad Haarlem. De brug overspant de Nieuwe Gracht en verbindt het Nassauplein en de Nassaulaan met Zijhuizen. De brug is vernoemd naar Huis Oranje-Nassau.
De brug betreft sinds 23 november 1999 een rijksmonument.
Over de brug rijden de R-netlijn 300 en de stadslijnen 2, 3 en 73.